# First Air
Bradley Air Services Limited, действующая как First Air — региональная авиакомпания Канады со штаб-квартирой в городе Каната, провинция Онтарио, выполняющая регулярные коммерческие рейсы в 24 аэропорта Онтарио, Нунавик, Северо-Западных Территорий и работающая на рынках грузовых и чартерных авиаперевозок страны. Базовым аэропортом компании является Международный аэропорт Макдональд-Картье в Оттаве, в качестве узловых аэропортов используются Аэропорт Йеллоунайф и Аэропорт Икалуит .

## История

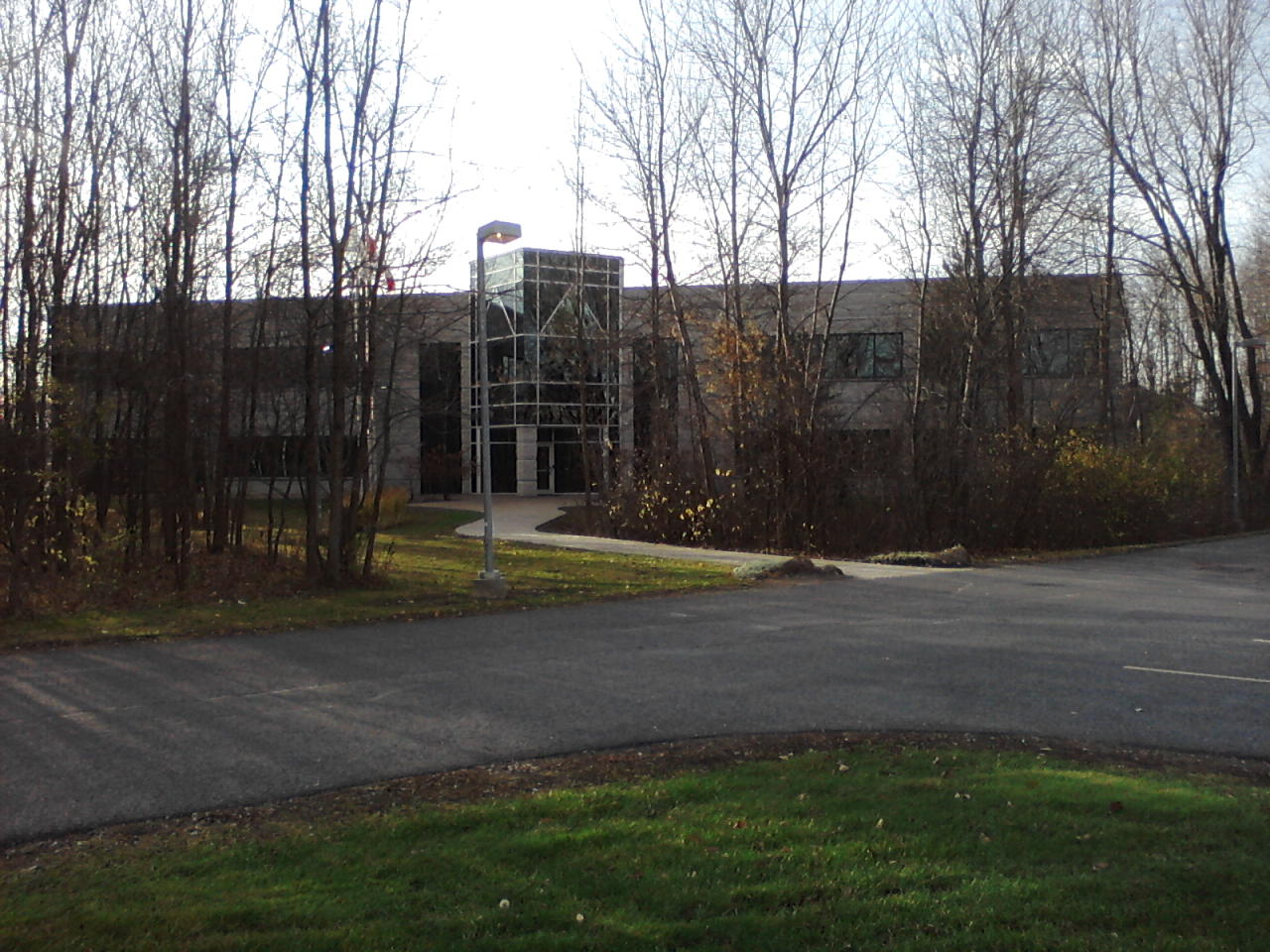
Главный офис First Air в Канате

Авиакомпания Bradley Air Services была образована в 1946 году и начала выполнение авиаперевозок под этим же названием. В 1973 году компания изменила название своей торговой марки на действующее в настоящее время First Air и в том же году открыла первые регулярные рейсы между городами Оттава и Норт-Бей, провинция Онтарио, выполнявшиеся на самолётах с восемью посадочными местами. В дальнейшем в маршрутное расписание перевозчика добавились загруженные направления в Эдмонтон, Виннипег и Монреаль. В данное время First Air обеспечивает важнейшие для населённых пунктов инуитов воздушные перевозки по 16 аэропортам, работая на данных направлениях в партнёрстве с другой канадской авиакомпанией Air Inuit. В 1995 году компания приобрела небольшого местного авиаперевозчика Ptarmigan Airways, а спустя два года — ещё одну компанию Northwest Territorial Airways, интегрировав в единое целое маршрутные сети всех трёх авиакомпаний.
С 1990 года First Air полностью принадлежит Общине инуитов провинции Квебек, которая осуществляет управление перевозчиком через компанию Makivik Corporation.
21 августа 2008 года в авиакомпании произошла смена её президента и генерального директора: вместо работавшего с декабря 1997 года (и имевшего несколько конфликтов с управляющей компанией) Боба Дэвиса на обе должности был поставлен Скотт Бейтмен.
5 июня 2009 года воздушный флот First Air пополнился первым широкофюзеляжным лайнером Boeing 767-223SF (Super Freighter), который был взят в трёхлетнюю аренду (точнее — в сухой лизинг) у компании Cargo Aircraft Management, Inc (CAM).
После введения в рабоут более экономичного как в операционном, так и в эксплуатационном смыслах Boeing 767-223SF авиакомпания планирует в течение 2010 года вывести два самолёта Boeing 727—233, из которых один лайнер предназначен для перевозки пассажиров и грузов в комбинированной конфигурации, а второй — только для грузовых авиаперевозок.

## Маршрутная сеть авиакомпании

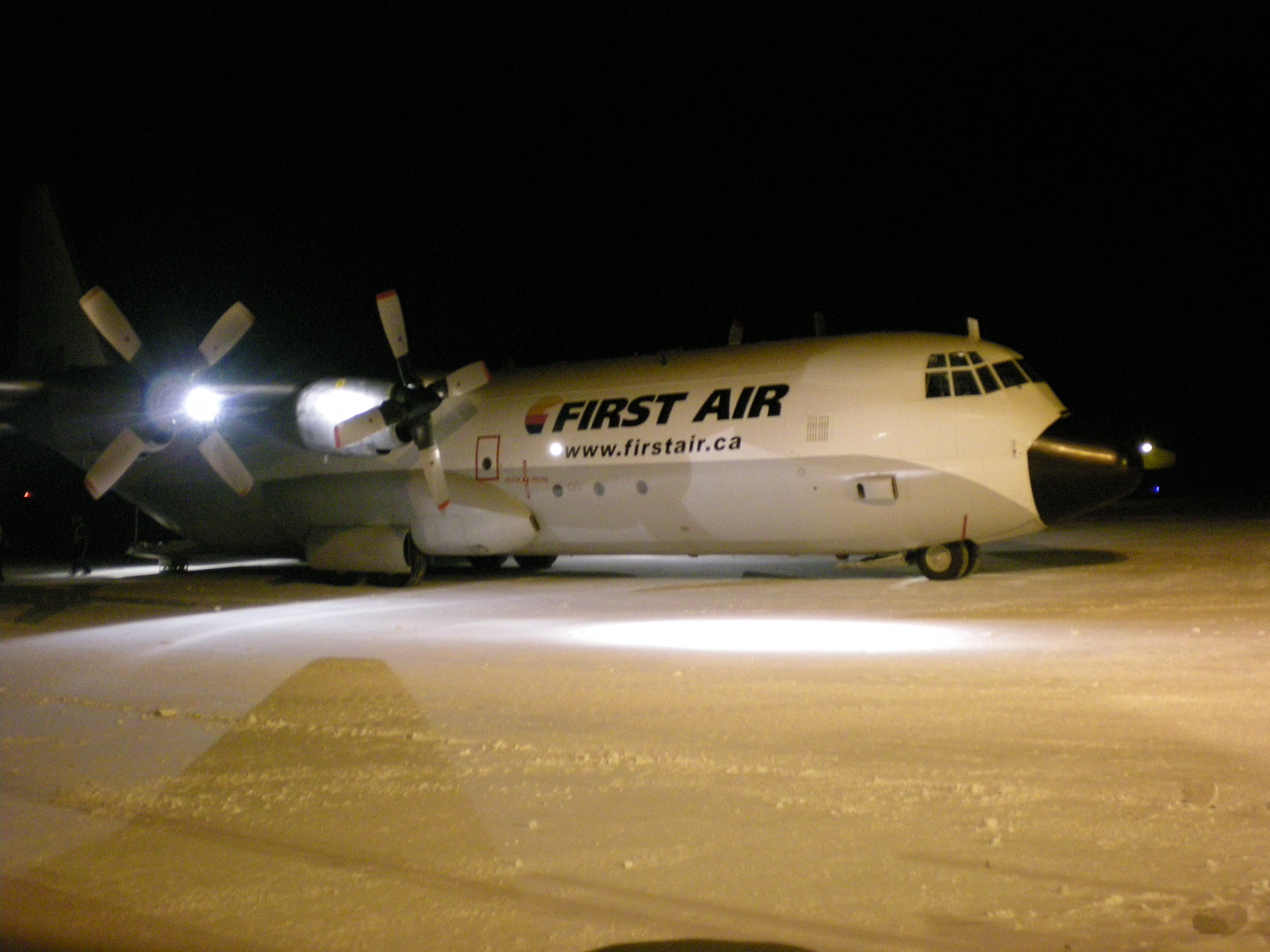
C-130 Hercules First Air в Аэропорту Кеймбридж-Бей

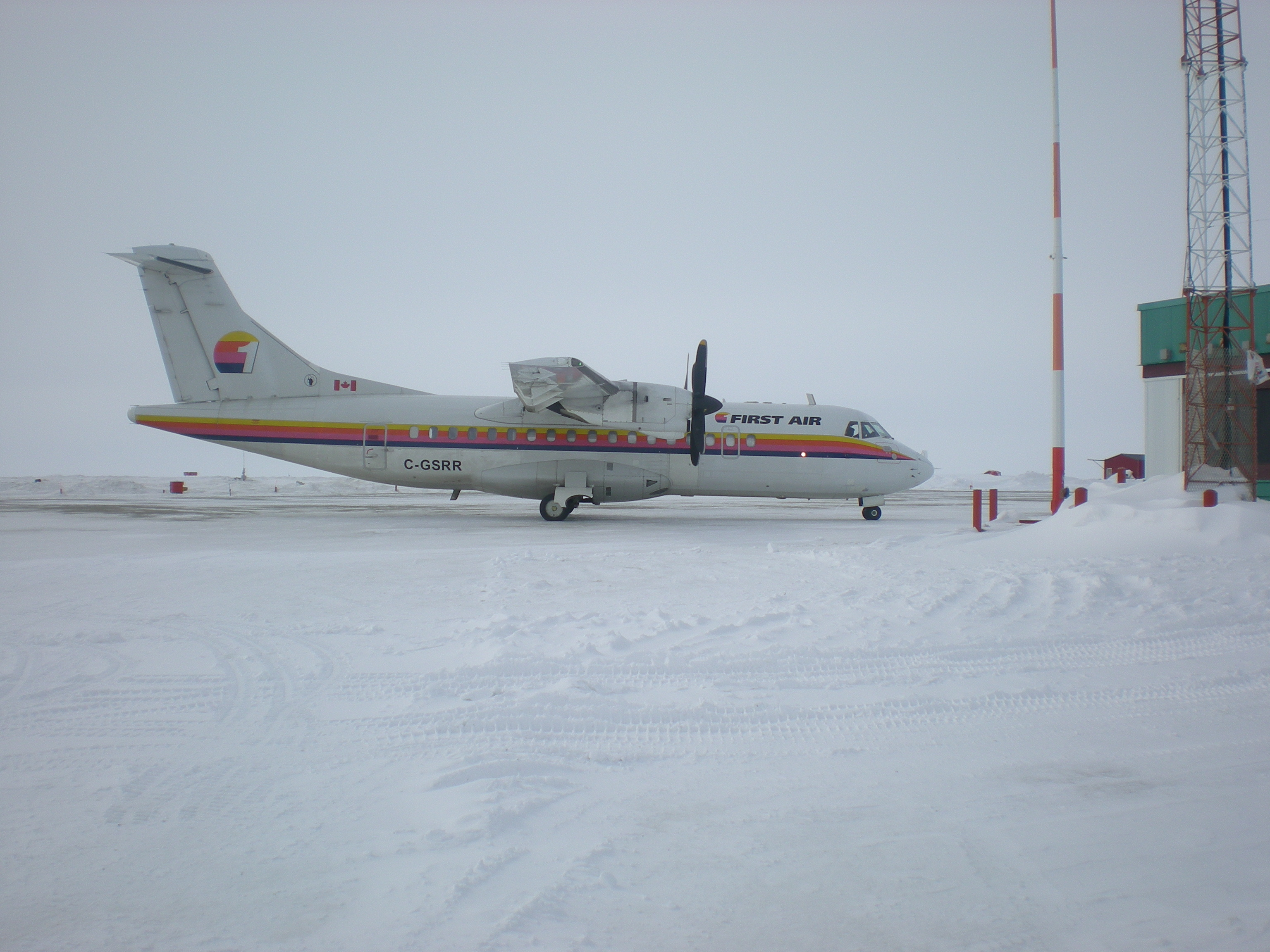
ATR-42 First Air в аэропорту Кеймбридж-Бей

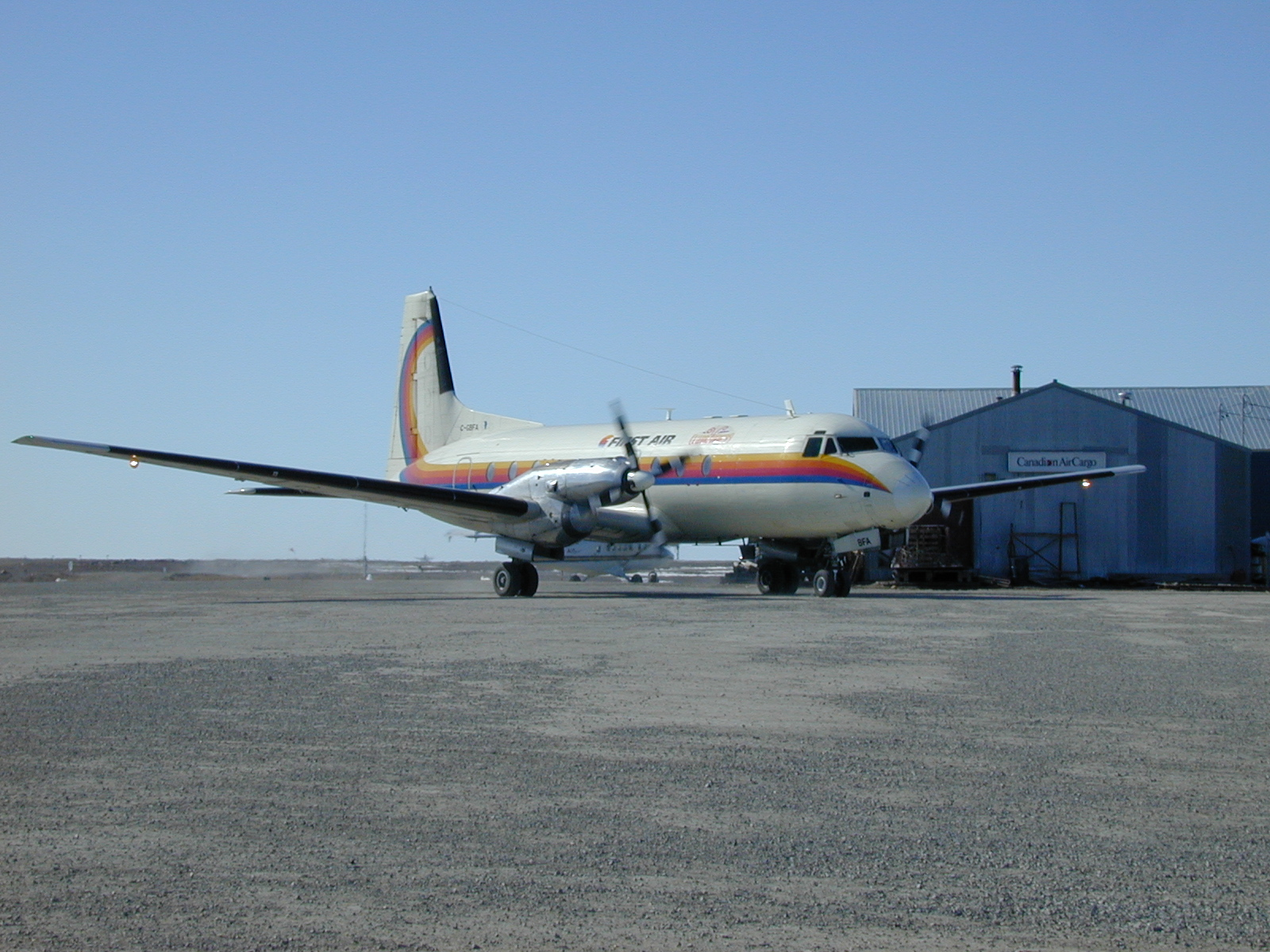
S-748 First Air в аэропорту Кеймбридж-Бей

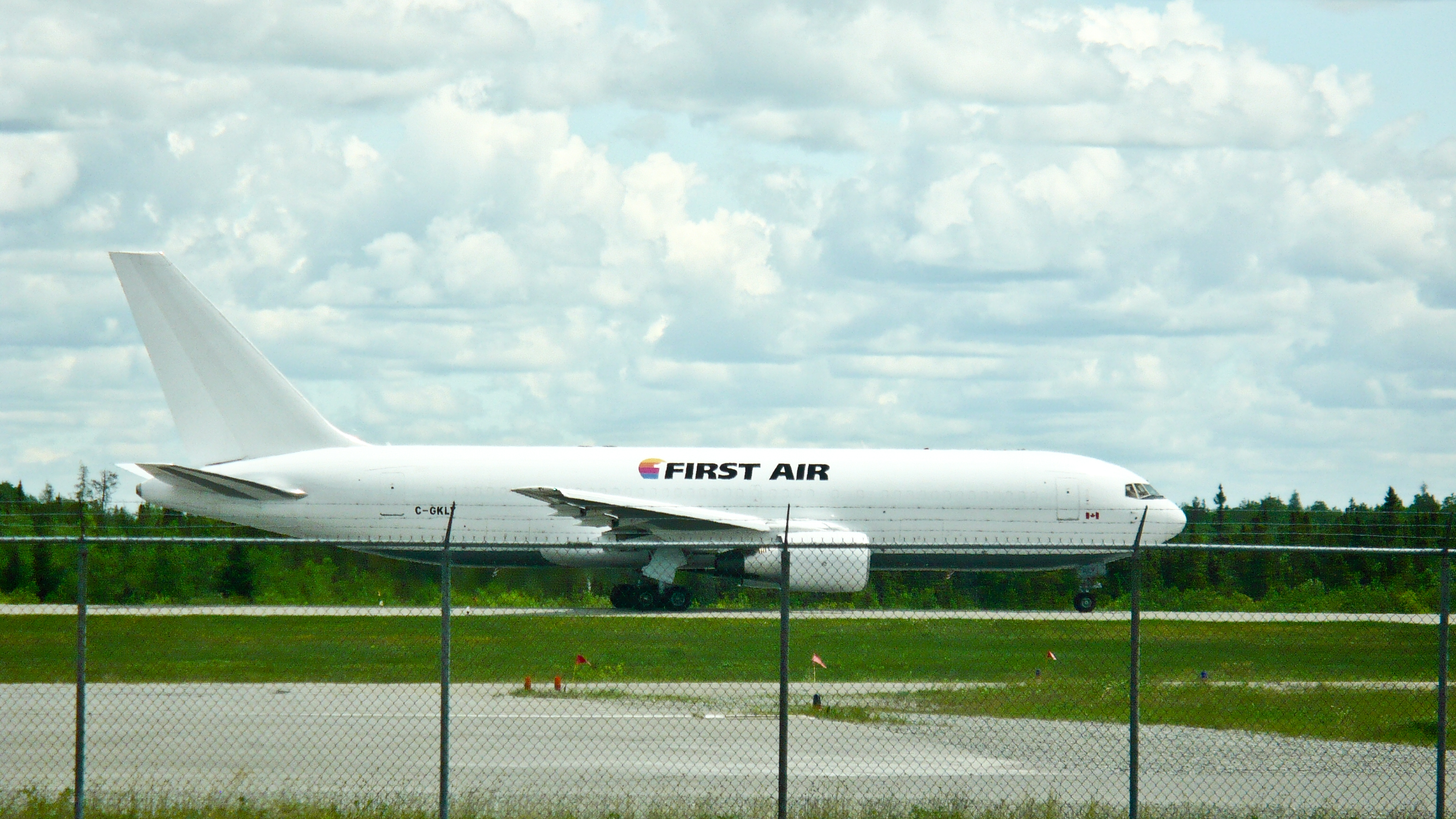
Boeing 767 авиакомпании First Air в Аэропорту Вал-Дьор, Квебек

По состоянию на март 2009 года маршрутная сеть регулярных перевозок авиакомпании First Air охватывала следующие аэропорты):
- Альберта
  - Эдмонтон — Международный аэропорт Эдмонтон
- Северо-Западные Территории
  - Форт-Симпсон — Аэропорт Форт-Симпсон
  - Хей-Ривер — Аэропорт Хэй-Ривер
  - Инувик — Аэропорт Инувик
  - Улукхакток — Аэропорт Улукхакток
  - Йеллоунайф — Аэропорт Йеллоунайф хаб
- Манитоба
  - Виннипег — Международный аэропорт Виннипег имени Джеймса Армстронга Ричардсона
- Нунавут
  - Арвиат — Аэропорт Арвиат
  - Бейкер-Лейк — Аэропорт Бейкер-Лейк
  - Кеймбридж-Бей — Аэропорт Кеймбридж-Бей
  - Кейп-Дорсет — Аэропорт Кейп-Дорсет
  - Клайд-Ривер — Аэропорт Клайд-Ривер
  - Йоа-Хейвен — Аэропорт Йоа-Хейвен
  - Холл-Бич — Аэропорт Холл-Бич
  - Иглулик — Аэропорт Иглулик
  - Икалуит — Аэропорт Икалуит хаб
  - Кугаарук — Аэропорт Кугаарук
  - Куглуктук — Аэропорт Куглуктук
  - Нанисивик — Аэропорт Нанисивик
  - Пангниртунг — Аэропорт Пангниртунг
  - Понд-Инлет — Аэропорт Понд-Инлет
  - Кикиктарьюак — Аэропорт Кикиктарьюак
  - Ранкин-Инлет — Аэропорт Ранкин-Инлет
  - Резольют — Аэропорт Резольют-Бей
  - Талойоак — Аэропорт Талойоак
- Онтарио
  - Оттава — Международный аэропорт Оттава Макдональд-Картье
- Квебек
  - Кууджуак — Аэропорт Кууджуак
  - Монреаль — Международный аэропорт имени Пьера Эллиота Трюдо
- Юкон
  - Уайтхорс — Международный аэропорт Уайтхорс

## Флот
По данным января 2010 года воздушный флот авиакомпании First Air составляли следующие самолёты:
Самолёт Douglas DC-3 (регистрационный номер C-FMOC) указан в списке Министерства транспорта Канады, однако сертификация данного самолёта аннулирована.